# Pedro Fernández de Velasco
Pedro Fernández de Velasco y Castañeda (m. sitio de Lisboa, 1384) fue un noble y magnate castellano, señor de la Casa de Velasco, ricohombre del Reino de Castilla, camarero mayor de los reyes Enrique II y Juan I de Castilla, merino mayor de Castilla la Vieja, y de Galicia. 

## Orígenes familiares
Fue hijo de Fernán II Sánchez de Velasco, señor de la Casa de Velasco, y de Mayor de Castañeda, señora de Salas de los Siete Infantes. Fue nieto paterno de Sancho Sánchez de Velasco, señor de la Casa de Velasco, adelantado mayor de la frontera de Andalucía y justicia mayor de la Casa del Rey, y de Sancha Gómez Carrillo, aya y camarera mayor de la reina Leonor de Castilla. Sus abuelos paternos fueron Diego Gómez de Castañeda, señor de las Salas de los Siete Infantes (primo segundo del rey Afonso XI) y Juana de Guzmán. 
Su hermana, María de Velasco, contrajo matrimonio con Diego Pérez Sarmiento, que fue señor de La Bureba y de Villamayor de los Montes, y en cambio, el propio Pedro casó con la hermana de este último, María García Sarmiento, señora de Cilleruelo.
Fue además señor de Medina de Pomar, Briviesca, Herrera de Pisuerga, Arnedo, Pico de Velasco, Salazar, Valdelaguna, Neila, entre otros.

## Biografía

### Juventud y participación en la Guerra Civil Castellana (1358-1369)

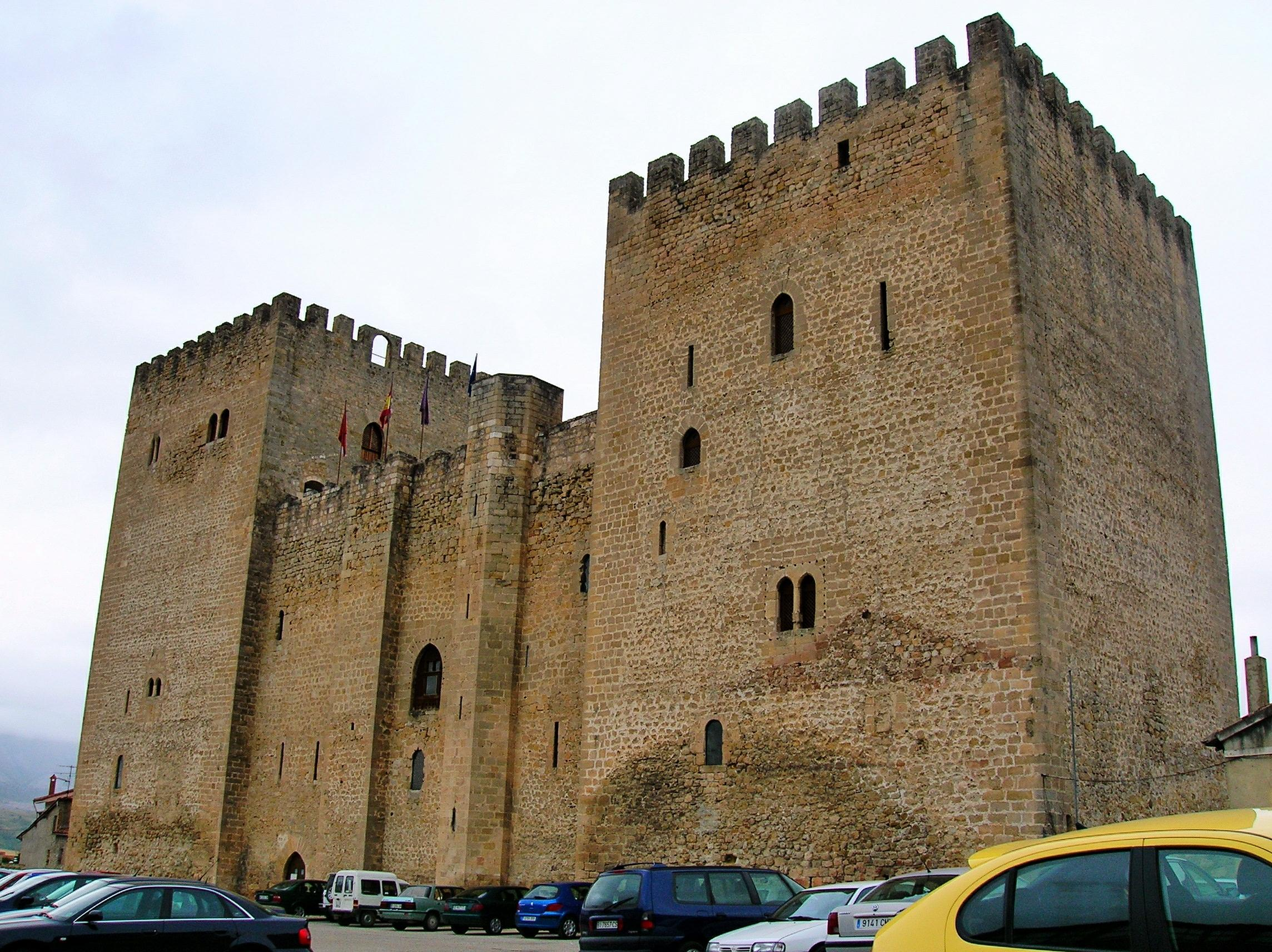
Alcázar de los Velasco en Medina de Pomar. (Provincia de Burgos).

Se desconoce su fecha de nacimiento. Su padre, Fernán Sánchez de Velasco, fue adelantado mayor de Castilla y caballero de la Orden de la Banda, y su madre, Mayor de Castañeda, fue según Luis de Salazar y Castro señora de Palacios y de la casa de los siete Infantes, aunque este autor la llamó Juana de Castañeda.
En 1358 participó activamente en las conspiraciones «cortesanas» para apartar a la familia Padilla del poder, como señaló Orella Unzué, ya que Pedro I de Castilla mantenía una relación amorosa con María de Padilla. Y en 1359 Pedro Fernández desempeñó el cargo de merino mayor de Galicia, según consta en un consta en un documento del 30 de agosto de ese mismo año en el que el monarca le ordenaba que se respetaran los privilegios del monasterio de Santa María de Melón en lo concerniente a la elección de jueces. Sin embargo, Pedro Fernández desempeñó el cargo de merino mayor durante poco tiempo, ya que en un documento del 18 de septiembre de 1359 aparece ocupándolo su cuñado, Diego Pérez Sarmiento, y conviene señalar que el historiador Luis Vicente Díaz Martín afirmó que el cargo de merino mayor de Galicia fue uno de los oficios con «mayor» cambio de titulares durante el reinado de Pedro I.

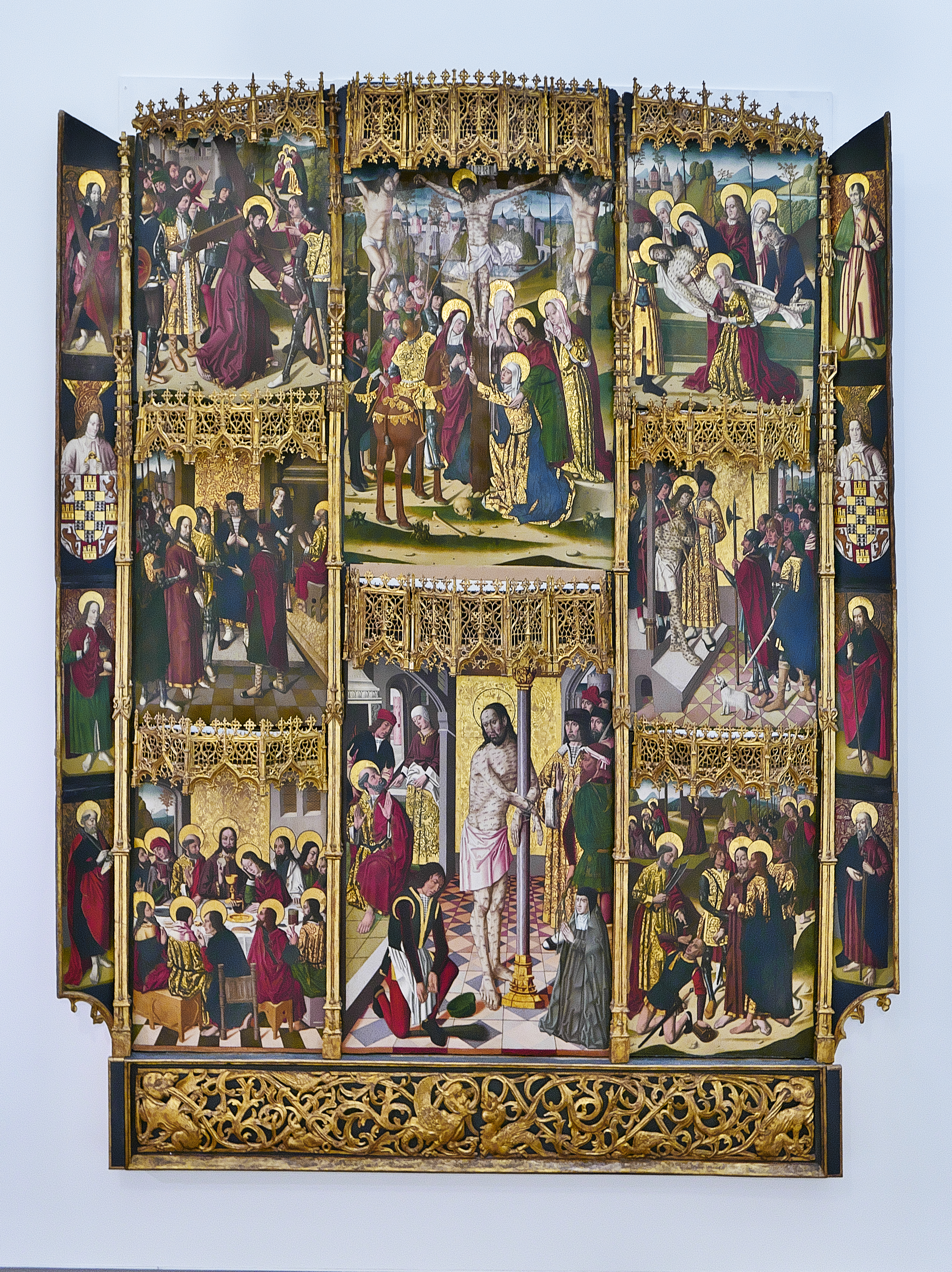
Retablo de la Flagelación encargado a Alonso de Zamora por su nieta, Leonor de Velasco, abadesa del Monasterio de Santa Clara de Medina de Pomar

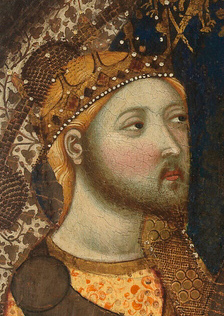
Enrique II de Castilla (1334-1379), primer rey castellano de la Casa de Trastámara, por Jaume Serra

Cuando las tropas de Pedro I fueron derrotadas en la batalla de Araviana, que se libró en 1359, por las de Enrique de Trastámara, Diego Pérez Sarmiento traicionó al monarca por temor a las represalias de éste tras su «sospechosa indecisión» en dicha batalla y poco después se trasladó al reino de Aragón, junto con su cuñado, Pedro Fernández de Velasco, y Juan de Luna y entraron al servicio del rey Pedro IV de Aragón.
En 1360 comenzó a apoyar, al igual que su cuñado Diego Pérez Sarmiento, a Enrique de Trastámara. Orella Unzué señaló que tras la llegada al reino de Aragón de Pedro Fernández y de su cuñado, «las esperanzas» de Enrique de Trastámara de conseguir el trono de Castilla aumentaron. Además, hay constancia de que en julio de 1360 ambos nobles, junto con una compañía de cien soldados de a caballo, se encargaron de proteger las tierras fronterizas de Aragón con Castilla entre Ejea y Sádaba de los ataques de las tropas de Pedro I. En la Paz de Terrer, acordada en mayo de 1361 por Pedro IV de Aragón y Pedro I de Castilla, su cuñado Diego Pérez Sarmiento fue excluido «del perdón» junto con otros nobles castellanos que habían apoyado a Enrique de Trastámara. En la batalla de Nájera, que se libró el 3 de abril de 1367 y supuso un desastre para los trastamaristas, Pedro Fernández de Velasco fue hecho prisionero, aunque Suárez Fernández indicó que casi con toda seguridad «nadie resultó tan favorecido» por la Guerra Civil como él.

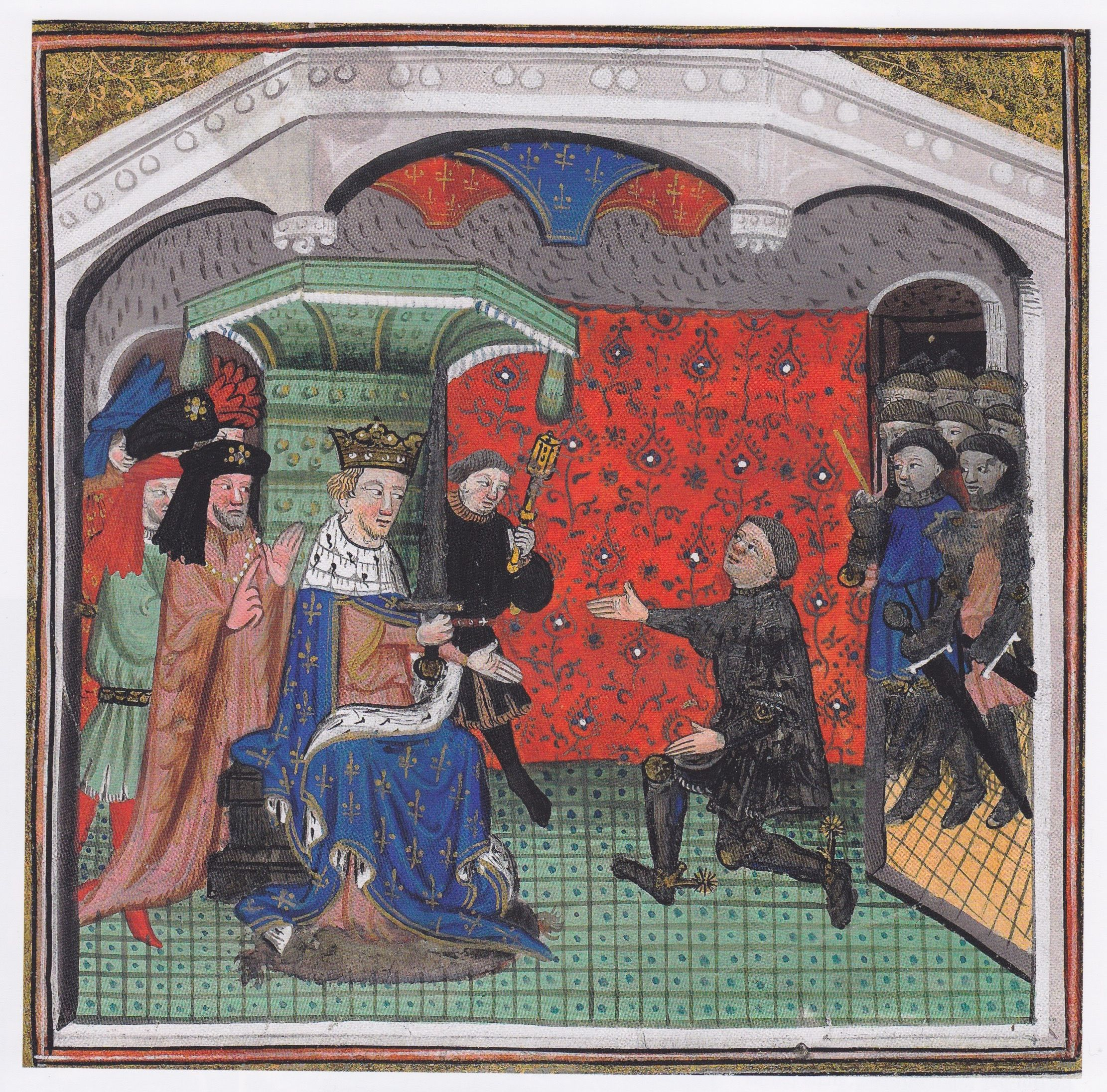
Bertrand du Guesclin siendo nombrado condestable de Francia.

Al subir al trono tras el asesinato de Pedro I en Montiel, Enrique II le confirmó la posesión de todas los bienes que le había entregado en 1366, y el 24 de diciembre de 1369 le cedió el señorío de Medina de Pomar. Además, durante el reinado de Enrique II Pedro Fernández fue uno de los «puntales» más destacados de la aristocracia castellana en los que se apoyó el monarca, ya que sirvió a este como soldado y como diplomático y embajador en diferentes ocasiones.

### Actuaciones durante el reinado de Enrique II de Castilla (1369-1379)

#### El asedio de Zamora (1369-1371)
La ciudad de Zamora, que defendía la causa del difunto Pedro I de Castilla y era acaudillada por Fernando Alfonso de Valencia, bisnieto del rey Alfonso X de Castilla, comenzó a ser asediada en el verano de 1369 por las tropas de Enrique II y por sus mercenarios bretones, que estaban al mando del célebre Bertrand du Guesclin. Pero cuando Enrique II fue informado de que el rey Fernando I de Portugal había entrado con sus tropas en La Coruña, levantó el asedio y se dirigió al reino de Galicia para atacar las ciudades defendidas por Fernán Ruiz de Castro y obligó con ello al monarca portugués a abandonar el territorio gallego.

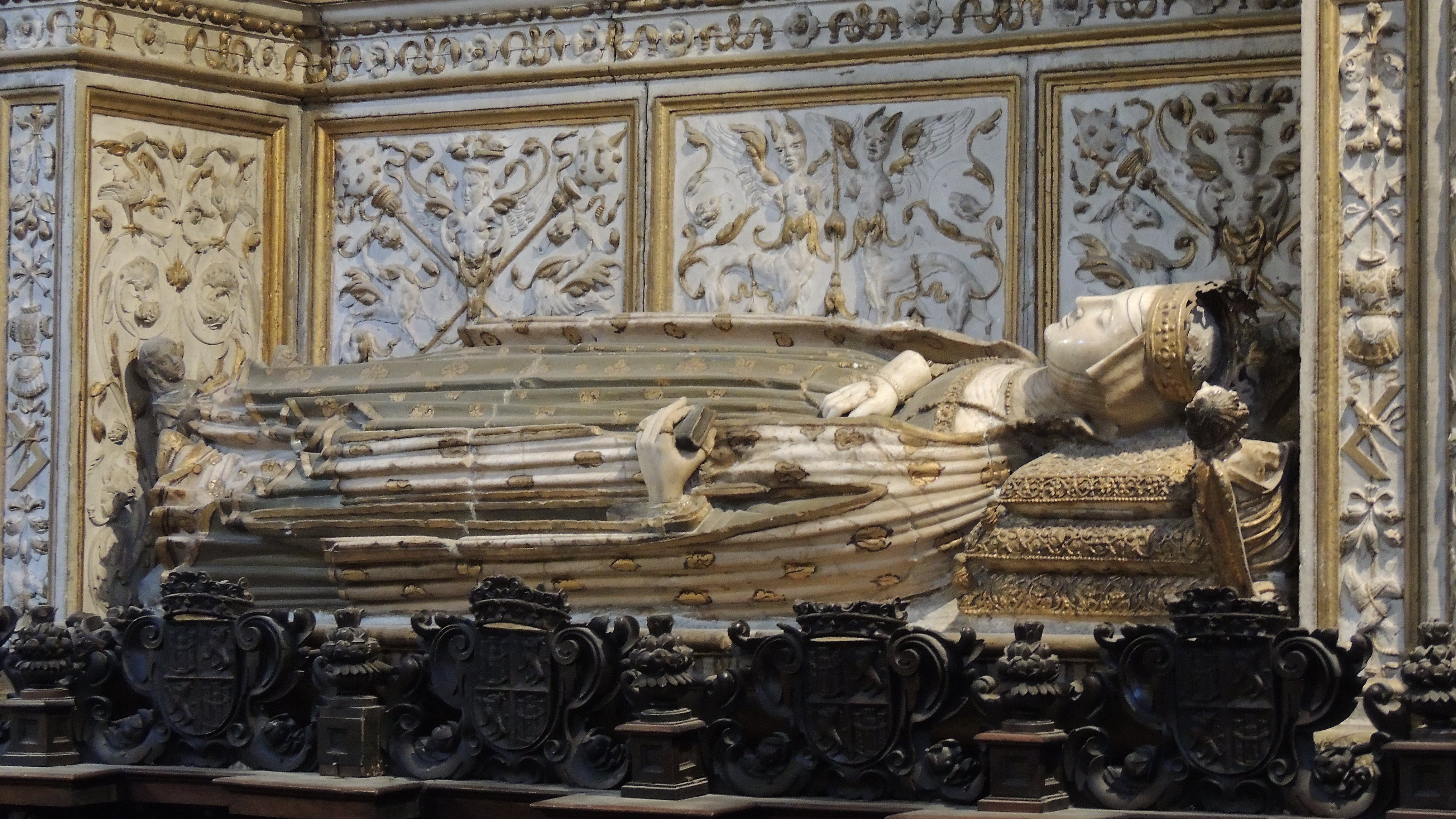
Sepulcro de la reina Juana Manuel

Antes de dirigirse a Galicia Enrique II dejó algunas tropas en tierras zamoranas y en la ciudad de Toro a las órdenes de Pedro Fernández de Velasco, y al mismo tiempo encomendó a su esposa, la reina Juana Manuel de Villena, que reuniese el armamento y los pertrechos necesarios para conquistar Zamora. Poco después, cuando Enrique II hubo conquistado a los portugueses las ciudades de Braga y Braganza, regresó a Toro y convocó una reunión de Cortes en dicha ciudad, a fin de poder obtener los recursos necesarios para proseguir la guerra y poder pagar sus soldadas a los mercenarios extranjeros que le acompañaban. Enrique II recompensó a Arnao de Solier, que era uno de los capitanes de las «compañías blancas» que le apoyaban, concediéndole por «juro de heredad» el señorío de Villalpando, que había pertenecido anteriormente a Fernando Alfonso de Valencia, junto con todos sus términos y aldeas.
La resistencia de la ciudad de Zamora frente a sus tentativas para conquistarla preocupaba de tal modo a Enrique II que ni siquiera acudió a socorrer la ciudad de Algeciras, que fue conquistada por los musulmanes granadinos tras un corto asedio a finales de julio de 1369. No obstante, los daños ocasionados por la flota portuguesa en Cádiz y en Sevilla obligaron a Enrique II a dirigirse a Andalucía y a dejar la dirección del asedio de Zamora en manos de la reina Juana Manuel y de Pedro Fernández de Velasco.
En el otoño de 1369 los asedios de Zamora y de Ciudad Rodrigo se estacaron, y en una de las frecuentes salidas que hicieron los sitiados, Fernando Alfonso de Valencia fue derrotado y hecho prisionero por Pedro Fernández de Velasco, según consta en la Crónica de Enrique II, aunque en ella también se afirma que se ignora cómo consiguió escapar. Poco después, debido a la escasez de recursos en Zamora y a las negociaciones que el eclesiástico Pedro Tenorio, que llegaría a ser arzobispo de Toledo, llevó a cabo con los sitiados, Zamora capituló y permitió la entrada de las tropas de Enrique II, que la ocuparon en 1371.

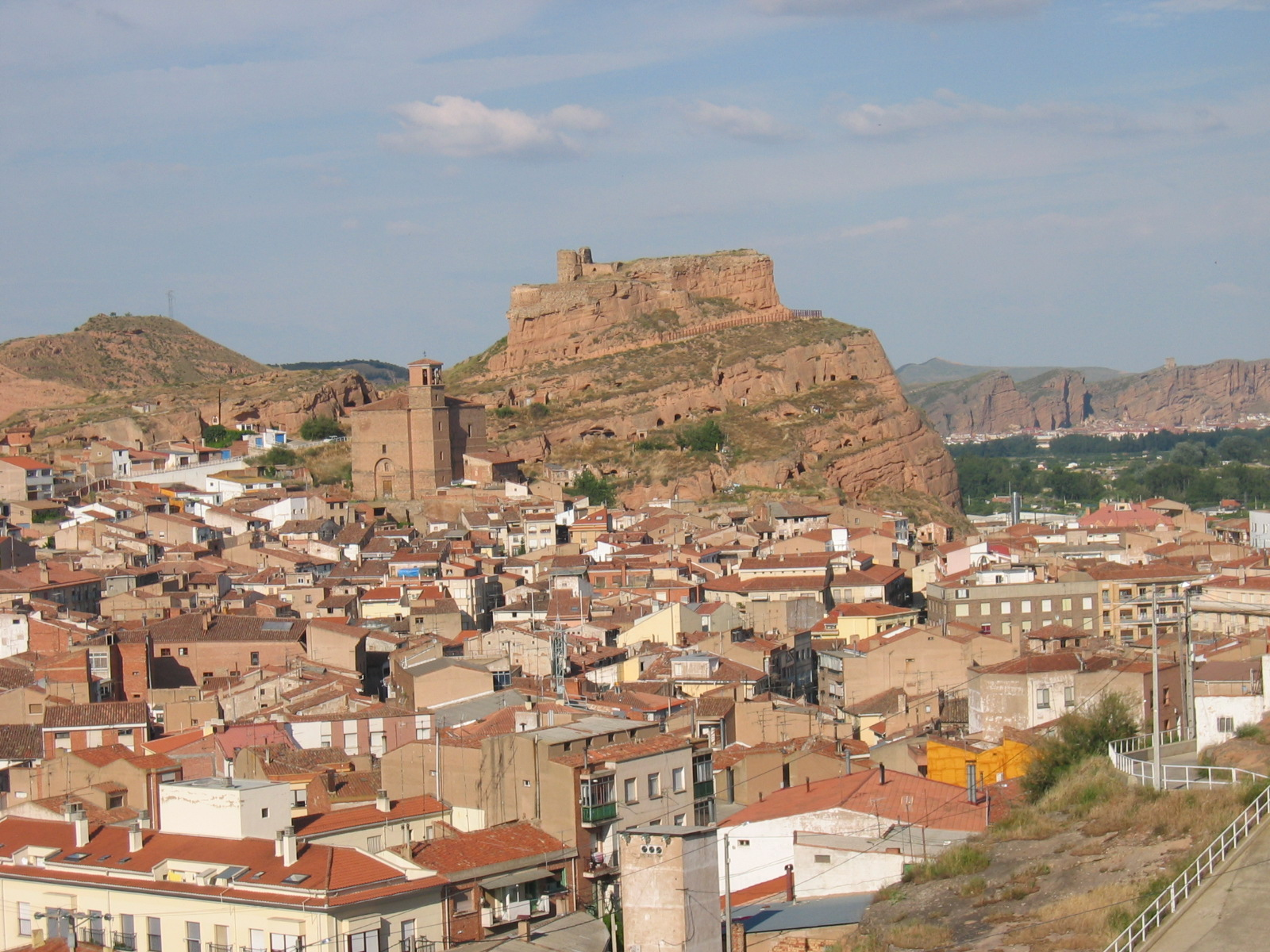
Ruinas del castillo de Arnedo, entregado en señorío por Enrique II en 1370.

No obstante, el alcaide del castillo de Zamora, Alfonso López de Tejeda, no aceptó el acuerdo de capitulación y se propuso resistir en el interior de dicha fortaleza junto con su esposa, Inés Álvarez de Sotomayor, el hijo mayor de ambos, los principales nobles zamoranos, y numerosos soldados. Los sitiadores amenazaron al alcaide Alfonso López con matar a sus tres hijos, que se hallaban en su poder, si no rendía la fortaleza, pero él se negó a entregarla y sus hijos fueron asesinados en presencia suya, lo que enfureció y enardeció aún más a los defensores.
Debido al hambre y a la peste que soportaban, y sabiendo que no recibirían ayuda del reino de Portugal, una noche Alfonso López de Tejeda abandonó el castillo, llevándose las llaves de la fortaleza, y huyó acompañado por su esposa, su hijo mayor y algunos de sus soldados y se refugió en Portugal. Al saber que el castillo de Zamora se había rendido, Enrique II lo comunicó a las ciudades y concejos de su reino y poco después recibió a los embajadores del reino de Portugal.

#### Diplomático al servicio de Enrique II (1371-1379)

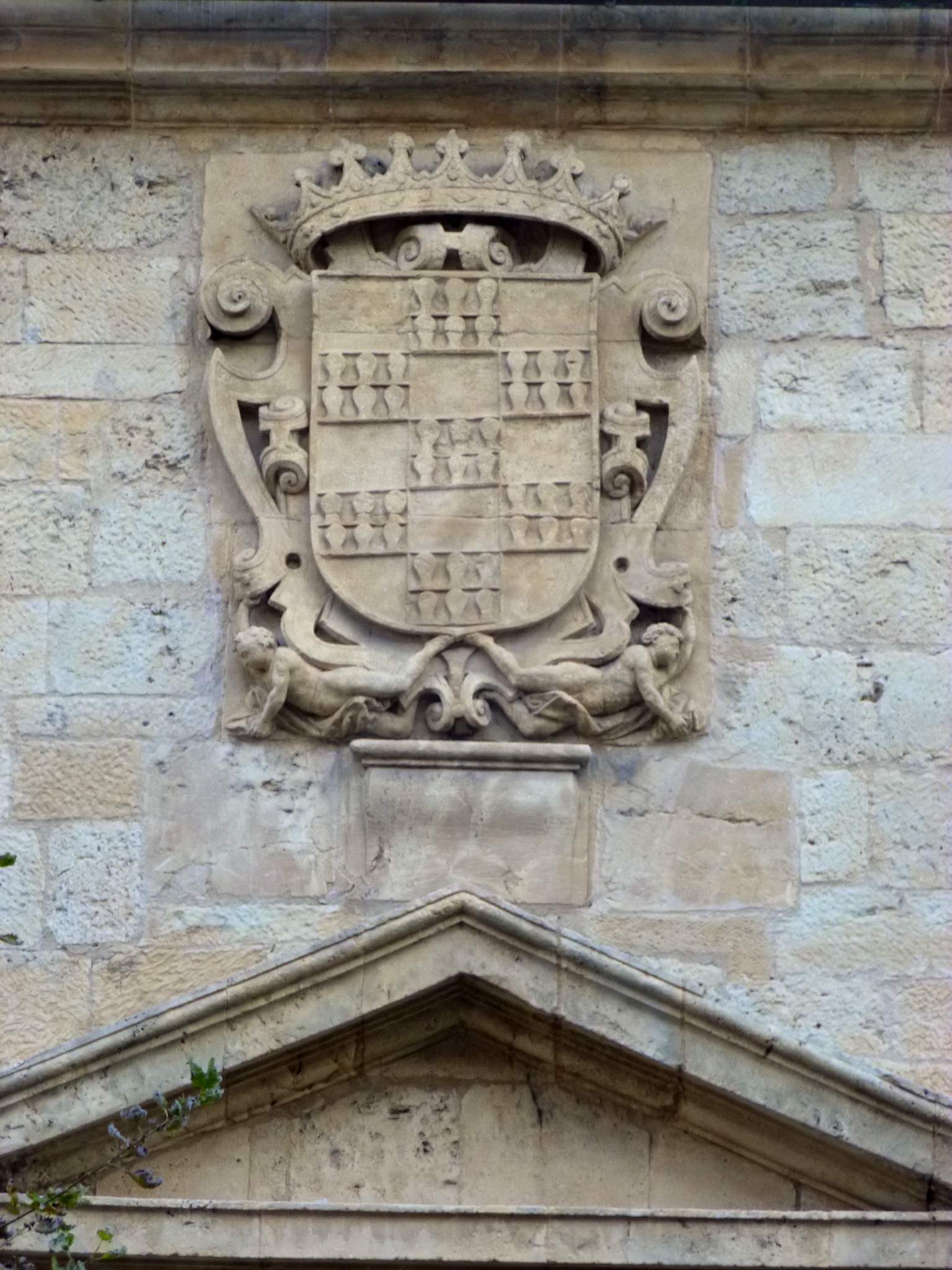
Escudo de los Velasco en Briviesca, otorgada como señorío a Pedro Fernández de Velasco por el rey Enrique II, tras su desempeño como embajador del rey en el Tratado de Briones en 1379

El 24 de enero de 1370 el rey le cedió el señorío de Arnedo, y en abril de ese mismo año el soberano le concedió el portazgo que se recaudara en la villa de Briviesca, aunque algunos autores afirman que fue este último quien compró poco después a Bertrand du Guesclin la villa de Arnedo y que con ello expandió sus dominios hacia La Rioja.
El 20 de abril de 1370, y por «carta real de merced», empezó a desempeñar el cargo de camarero mayor del rey Enrique II,  que ejerció ininterrumpidamente durante su reinado y durante el de Juan I de Castilla, y Julio Valdeón Baruque señaló que todos los cargos relevantes de la Corte fueron entregados por Enrique II a sus más «directos y fieles» partidarios. Además, el cargo de camarero mayor del rey quedó en manos de la familia Velasco durante el resto de la Baja Edad Media y durante la Edad Moderna.
Pedro Fernández de Velasco asistió en abril de 1375, y en nombre de Enrique II, a las conversaciones de paz entre los reinos de Castilla y Aragón que se celebraron en Almazán. Y en la primavera de 1375, mientras se libraba la Guerra de los Cien Años, franceses e ingleses estaban negociando una tregua y el rey Carlos V de Francia solicitó a Enrique II de Castilla que enviara a sus embajadores a Brujas para que tomaran parte en las discusiones de los pormenores previos a la negociación. Enrique II envió como representantes suyos a su camarero mayor, Pedro Fernández de Velasco, y al obispo de Salamanca, Alfonso Barrasa, aunque ambos protagonizaron una «sorprendente aventura», en palabras de Valdeón Baruque, al capturar al señor de Lesparre, que era un noble de Guyena que viajaba a Inglaterra, y por ello regresaron a Castilla con su prisionero y sin llegar a Brujas.
Valdeón Baruque señaló que ese incidente tal vez pudo ser provocado por el monarca castellano para poner fin a la tregua entre ingleses y franceses, que el día 27 de junio de 1375 fue suscrita en Brujas en nombre de Eduardo III de Inglaterra, de Carlos V de Francia, y del duque de Lancaster, Juan de Gante, que era uno de los hijos de Eduardo III de Inglaterra y aún seguía titulándose rey de Castilla y León por estar casado con Constanza de Castilla, hija de Pedro I. Por otra parte, en 1379 Pedro Fernández actuó como embajador de Castilla durante «la aplicación» del tratado de Briones, que fue suscrito por los reinos de Navarra y Castilla para sellar la paz entre ellos el 31 de marzo de ese mismo año. El 20 de abril de 1379 el rey Enrique II le cedió a su camarero mayor el señorío de Briviesca.
Enrique II falleció en Santo Domingo de la Calzada en mayo de 1379 y a su muerte subió al trono su hijo, Juan I de Castilla, que en su etapa como infante y heredero del trono había sido señor de Vizcaya y estaba muy ligado a Pedro Fernández de Velasco, ya que este último dominaba el Valle de Mena y su familia tenía sus raíces en tierras vascongadas. Suárez Fernández señaló que ya en su juventud el infante Juan de Castilla estuvo muy unido a tres de los magnates que ejercerían un protagonismo decisivo durante su reinado, siendo uno de ellos Pedro Fernández de Velasco, cuyas posesiones lindaban con el señorío de Vizcaya, y los otros dos Pedro González de Mendoza, que llegó a ser señor de Hita y de Buitrago y mayordomo mayor del rey Juan I, y Diego López de Zúñiga, que fue señor de Béjar y Zúñiga y justicia mayor de la Casa del Rey.

### Actuaciones durante el reinado de Juan I de Castilla (1379-1384)

#### Problema de las encomiendas y testamento (1379-1382)
Suárez Fernández señaló que en el momento de la subida al trono de Juan I de Castilla, Pedro Fernández de Velasco, cuyos antepasados «decían» descender del célebre conde Fernán González, ya era dueño de los señoríos de Briviesca, Medina de Pomar, Arnedo y de una parte muy importante de la Merindad de Castilla la Vieja, donde poseía los lugares de Val de Manzanedo, Valdivielso, Santecis, Bustillo, Quintana de la Cuesta, Munio de Valdivielso, Tobalina, Gormezana, Locáriz, Vasconcillos, Leciñana, Costafa, Mena, Lezana, Borcado y Frutueces.
Juan I de Castilla le cedió el señorío de Herrera de Pisuerga el 12 de agosto de 1379, y en agosto de ese mismo año también recibió los lugares de Valdivielso, Val de Manzaneda y Quintana de la Cuesta y poco después el castillo de Montealegre. Suárez Fernández señaló que ya en esta época comenzaron a destacar tres familias nobles, Velasco, Zúñiga y Mendoza, que posteriormente serían de las primeras en alcanzar la Grandeza de España durante el reinado de Carlos I de España. Conviene señalar que el poderío de los Velasco, como señaló Orella Unzué, era verdaderamente notable en el área de Castilla la Vieja:

Pedro Fernández de Velasco era el gran poseedor de dominios señoriales en la zona de la que es hecho Merino Mayor (en 1384). Además de las 17 aldeas en la merindad de Santo Domingo de Silos, y las 5 aldeas respectivamente en la merindad de Castrojeríz y de Burgos poseía 95 aldeas en la merindad de Castilla la Vieja. A excepción de Villamañe, Sobrón y Lantarón, Quintanilla, Gurendes, Bóveda y Carranca en Álava, y de Ruesga, Soba, Aneón y Anaz en Santander, las demás aldeas son burgalesas. Tenía posesiones en Ampuero, Queveda, Otanies, Samano, Salas, la casa fuerte de Castil Peones en torno a Burgos. Recibió donaciones en Briviesca, Medina de Pomar, Amedo, Haro, Frías, Burgos y Bilbao..

En las Cortes de Soria de 1380, que se reunieron en el verano de ese año, el rey Juan I de Castilla, tras haber recibido numerosas quejas de los prelados del reino por causa de los abusos cometidos por los comenderos en los monasterios, estableció en qué casos las encomiendas gozarían de legitimidad, abolió la mayoría de las mismas, y conminó a todos los comenderos a que en el plazo de tres meses presentaran los títulos de las encomiendas ante un tribunal del que formarían parte el célebre cronista Pedro López de Ayala, Juan Martínez de Rojas, y los oidores Pedro Fernández de Burgos y Álvar Martínez de Villarreal, a fin de que los cuatro sentenciaran «con urgencia la validez o nulidad» de las quejas y demandas presentadas por los priores y abades del reino. Además, el historiador César Olivera Serrano señaló que Juan I «había decidido» abolir las encomiendas establecidas en numerosos cenobios de Asturias, Galicia, León y Castilla la Vieja por causa de los abusos cometidos en ellos por los comenderos, y también que el tribunal mencionado anteriormente falló en la mayoría de los casos a favor de los monasterios.

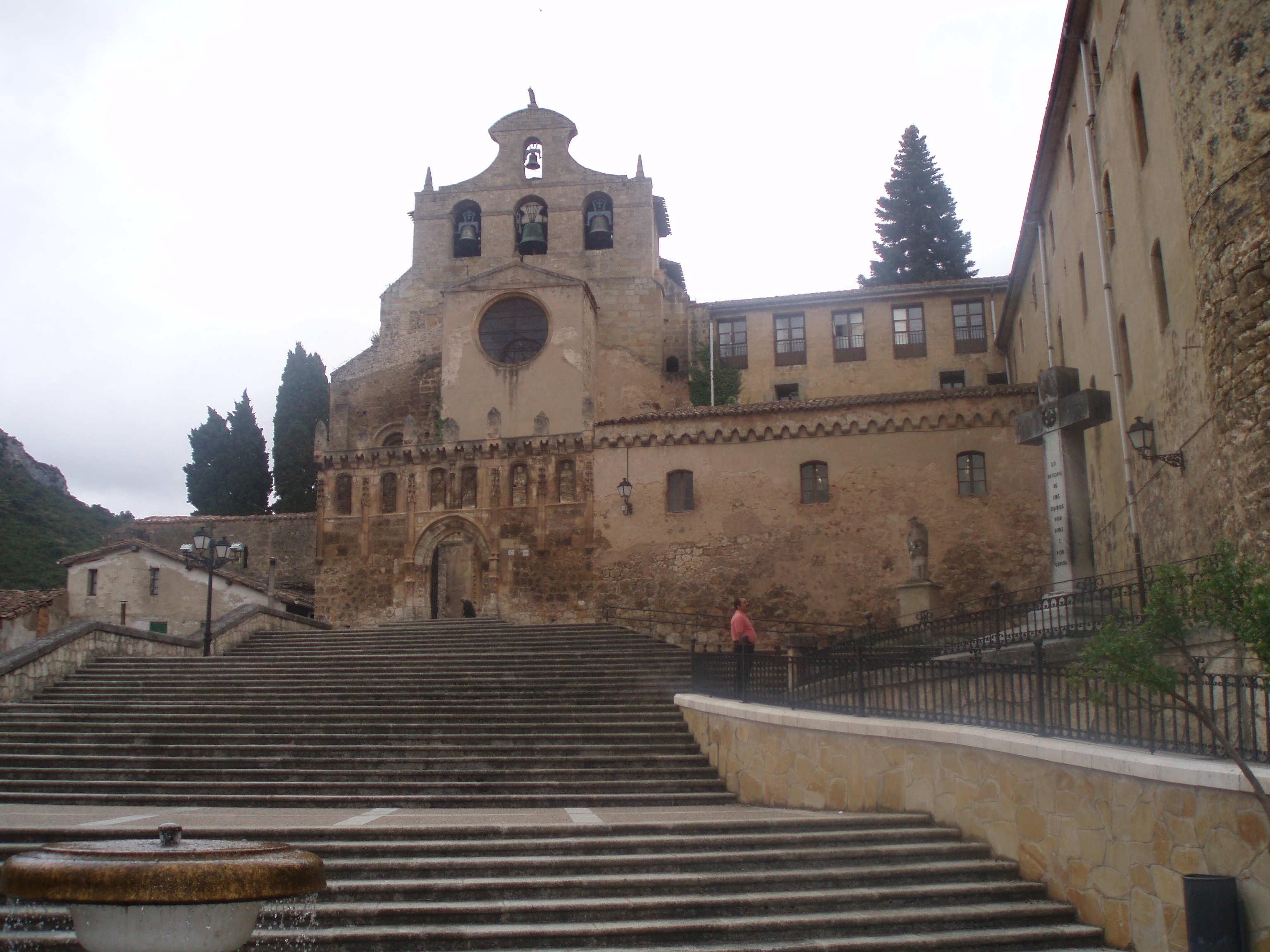
Exterior de la iglesia del monasterio de Oña. (Provincia de Burgos).

En este contexto de lucha entre los monasterios y la Corona contra los comenderos que abusaban de su autoridad, Pedro Fernández de Velasco fue acusado de considerar y tratar «como propios» a los vasallos del monasterio de San Salvador de Oña, de apoderarse fraudulentamente de los lugares pertenecientes al monasterio de Santa María de Rioseco, de adueñarse ilegalmente de dieciséis lugares pertenecientes al monasterio de Santo Domingo de Silos, y por último de haber tomado posesión indebidamente del lugar de Quintanilla San García, que pertenecía al monasterio de Cañas.
A finales de diciembre de 1380 el rey tomó la decisión de tomar bajo su protección personal a muchos monasterios de su reino, y entre los días 22 y 28 de diciembre de ese mismo año se pronunciaron numerosas sentencias, de las que se conocen veintinueve, en las que se les ordenaba a numerosos magnates que abandonasen sus encomiendas, figurando entre ellos Pedro Fernández de Velasco, los condes Pedro Enríquez y Alfonso Enríquez y el adelantado mayor de Galicia, Pedro Ruiz Sarmiento. Pero como el problema de las encomiendas estaba tan arraigado, y como señaló Antonio López Ferreiro, las órdenes del rey surtieron poco efecto, ya que «los Grandes querían cobrarse del favor y ayuda que habían prestado á la nueva dinastía», y otros autores también destacan que las disposiciones del rey se limitaron a «buenas intenciones» con ausencia de efectividad real y de socorro verdadero a los monasterios.
En 1380 Juan I de Castilla le cedió La Puebla de Arganzón y los valles de Ruesga y Soba, y hay constancia de que durante el reinado de Juan I recibió el castillo de Montealegre, San Sadornil y el solar de Vizuega.  Pedro Fernández de Velasco otorgó testamento en Medina de Pomar el 3 de marzo de 1382 ante Pedro Martínez, como señaló Jaime de Salazar y Acha.
En el verano de 1383 tomó parte, junto con Pedro Suárez de Quiñones y el adelantado mayor de Galicia, Pedro Ruiz Sarmiento, en la campaña que las tropas castellanas llevaron a cabo en Asturias contra el conde Alfonso Enríquez, que era hijo ilegítimo de Enrique II de Castilla y hermanastro de Juan I y se había rebelado contra este último. El 20 de noviembre de 1383, en la La Puebla de Montalbán, el rey Juan I le concedió 40 000 maravedís de «juro de heredad» en las rentas de las Salinas de Rosío, aunque Suárez Fernández señaló que fue Pedro Fernández de Velasco el que compró ese juro de 40 000 maravedís en dichas salinas. En esta época, como señaló Cañas Gálvez, Pedro Fernández también recibía de la Corona el salario correspondiente a su cargo de camarero mayor del rey. Por otra parte, hay constancia de que en 1384 Pedro Fernández ejerció el cargo de merino mayor en Castilla la Vieja.

#### Guerra con Portugal y muerte (1383-1384)

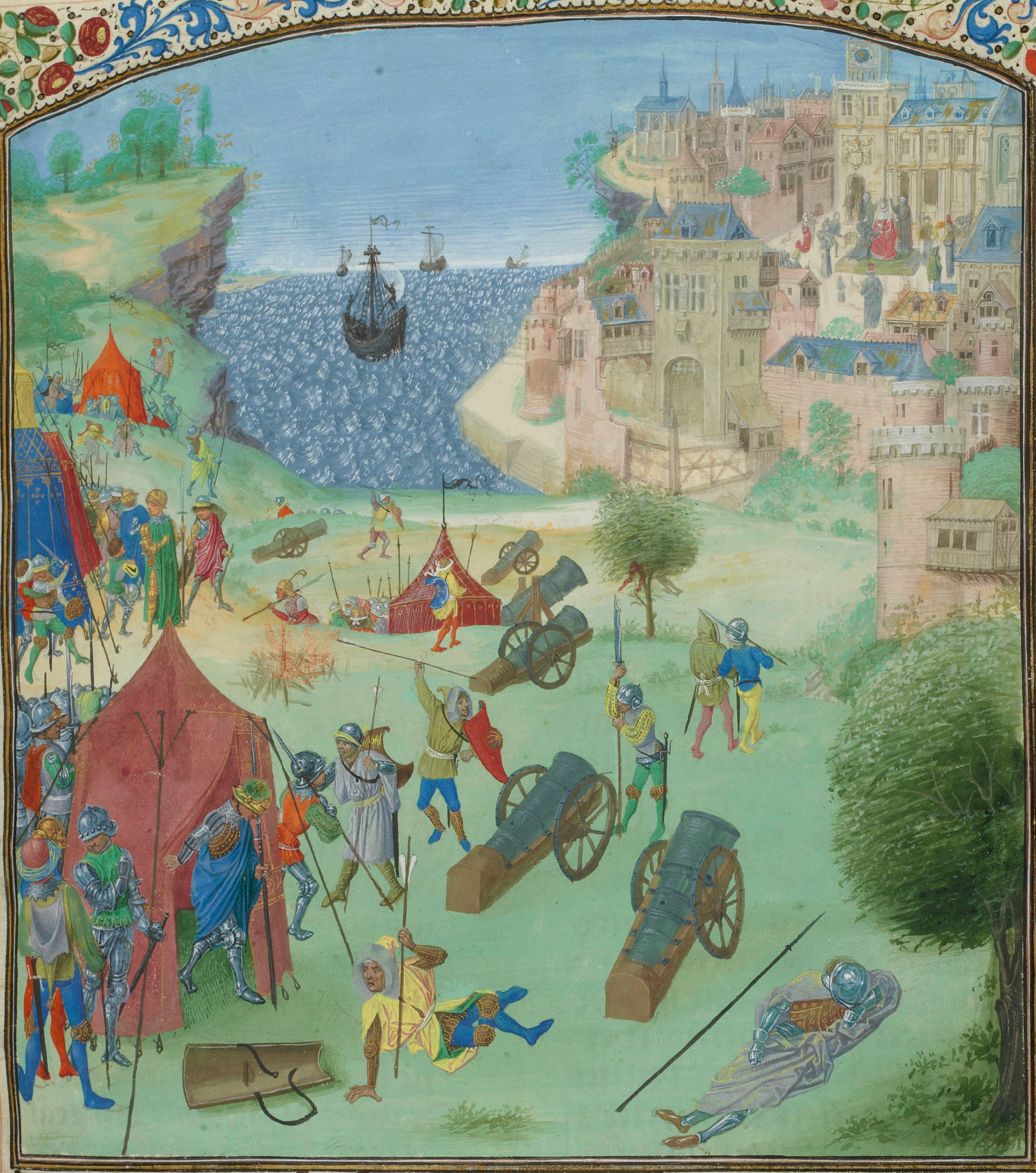
El sitio de Lisboa de 1384, representado en las Chroniques de Jean Froissart.

El 22 de octubre de 1383 falleció el rey Fernando I de Portugal, y Juan I de Castilla intentó hacer valer los derechos de su esposa, la reina Beatriz de Portugal, por ser esta última hija de Fernando I, y aún en contra de los deseos de la mayoría de los portugueses. El monarca castellano se autoproclamó rey de Portugal y provocó una auténtica guerra civil entre los habitantes de ese reino.
En febrero de 1384, Pedro Fernández Cabeza de Vaca, que era el maestre de la Orden de Santiago, fue puesto al frente, junto con el camarero mayor del rey, Pedro Fernández de Velasco, del ejército compuesto por 1000 hombres de armas que debían acampar en la localidad portuguesa de Loures para asegurar la resistencia de todas las guarniciones leales a Castilla que se hallaban cerca de Lisboa. Ayala Martínez señaló que el papel del maestre de Santiago en el asedio de Lisboa, donde perdería la vida al igual que Pedro Fernández de Velasco, fue muy relevante. Además, Rades y Andrada señaló que Pedro Fernández Cabeza de Vaca y sus tropas permanecieron seis semanas en Loures aguardando a que los defensores de Lisboa o los partidarios del maestre de Avis, que llegaría a reinar como Juan I de Portugal, les atacasen, aunque no llegó a entablarse ninguna batalla entre ellos.
Cuando en agosto de 1384 el sitio de Lisboa se aproximaba a su fin y los castellanos estaban a punto de suspenderlo, Juan I de Castilla envió a Pedro Fernández de Velasco para que negociara con el maestre de Avis a fin de «salvar los derechos» que su esposa, la reina Beatriz, tenía para ocupar el trono por ser hija de Fernando I de Portugal, pero las negociaciones fracasaron.
Pedro Fernández de Velasco, calificado de «héroe de guerra» por Suárez Fernández, murió durante el sitio de Lisboa de 1384 a consecuencia de la peste. El asedio de dicha ciudad, que finalizó sin haber conseguido la conquista de la ciudad, fue levantado por Juan I de Castilla el 3 de septiembre de 1384. A su muerte, las inmensas posesiones de Pedro Fernández de Velasco fueron heredadas por su hijo Juan, que poco después compró el señorío de Cuenca de Campos y que fue calificado por Suárez Fernández como «alto, grueso, colorado y pletórico de vida y ambición».

## Matrimonio y descendencia
Contrajo matrimonio con María García Sarmiento, señora de Cilleruelo e hija de Garci Fernández Sarmiento y de Teresa de Guzmán. Fruto de su matrimonio nacieron:
- Mayor de Velasco,[64] hija primogénita, a quien su padre en su testamento le dejó la villa de Roales,[65] casada con el ricohombre Álvaro Pérez Osorio, señor de Villalobos.[5]
- Fernando de Velasco.[64] Su padre fundó un mayorazgo para él, pero falleció antes que su padre, entre 1380 y 1383,[65] sin haber contraído matrimonio.[5]
- Juan Fernández de Velasco.[64][3] Heredó casi todas las posesiones paternas y fue señor, entre otras, de las villas de Arnedo, Medina de Pomar, Briviesca y Herrera de Pisuerga.[5] Y también fue camarero mayor del rey y uno de los tutores del rey Juan II de Castilla durante su minoría de edad. Contrajo matrimonio con María de Solier, que era hija de Arnao de Solier y de Marina Alfonso de Meneses y señora de Villalpando, Siruela, Gandul y Marchenilla.[5]
- Diego de Velasco,[64] señor de Cuenca de Campos[5] y camarero de la cámara de la jineta en 1392.[66] Contrajo matrimonio con Constanza de Guevara, hija de Beltrán, señor de Oñate.[5]
- María de Velasco y Sarmiento, casada con Pedro Fernández de Solorzano, hijo de Ruy Martínez de Solorzano «el Viejo».[67]

En fecha desconocida tuvo dos hijos naturales reconocidos mencionados en su testamento:
- Pedro de Velasco,[64] que heredó de su padre la Casa del Pico de Velasco en 1384 en virtud del testamento de su padre de la «Casa de Soto con sus aldeas y el lugar de Quintanaélez, ambos sitios en la Bureba».[65] La vendió a Ruy Martínez de Solorzano en 1390.[68] Contrajo matrimonio con Inés de Agüero, hija de Pedro González de Agüero, señor de la Casa de Agüero, y María Ochoa de Ceballos, señora de la Casa de la Rueda en Zurita.[69]
- Sancho Sánchez de Velasco,[64] señor de la Revilla, y por testamento de su padre, de «la heredad de Porres» y otra que había pertenecido a Juan Ochoa de Celada.[65]

| Predecesor: Fue el primero       | Señor de Medina de Pomar 1369-1384     | Sucesor: Juan de Velasco |
| Predecesor:                      | Merino mayor en Castilla la Vieja 1384 | Sucesor: Juan de Velasco |
| Predecesor: Pedro López de Ayala | Camarero mayor del rey 1370-1384       | Sucesor: Juan de Velasco |